# بووسوو
بووسوو (به چکی: Bousov) یک منطقهٔ مسکونی در جمهوری چک است که در ناحیه خرودیم واقع شده‌است. بووسوو ۲۲۰ نفر جمعیت دارد.